# اس‌اس مگانتیک
اس‌اس مگانتیک (به انگلیسی: SS Megantic) یک کشتی بود که طول آن ۵۵۰٫۴ فوت (۱۶۷٫۸ متر) و ارتفاع آن ۴۱٫۲ فوت (۱۲٫۶ متر) بود. این کشتی در سال ۱۹۰۸ ساخته شد.